# Ya‘ar ‘Amminadav
Ya‘ar ‘Amminadav (hebreiska: יער עמינדב) är en skog i Israel.   Den ligger i distriktet Jerusalem, i den centrala delen av landet.